# Tim Storm
Tim Scoggins (1 de mayo de 1965) es un luchador profesional y comentarista estadounidense, más conocido por su nombre en el ring, Tim Storm, Actualmente esta firmando con National Wrestling Alliance (NWA) como comentarista. Es conocido por su paso en empresas del centro y del sur de los Estados Unidos. Y por haber sido 2 veces NWA North American Heavyweight Champion y 1 vez NWA World Heavyweight Champion.

## Carrera
Como se conoce Tim Storm ha luchado parte de su vida en el circuito independiente. Ha estado en empresas como Professional Championship Wrestling , Traditional Championship Wrestling , haciendo apariciones especiales en Combat Zone Wrestling , House of Hardcore etc.

### National Wrestling Alliance (2011–presente)
Tim Storm comenzando el año 2011 se unió a la National Wrestling Alliance y otras de sus promociones.

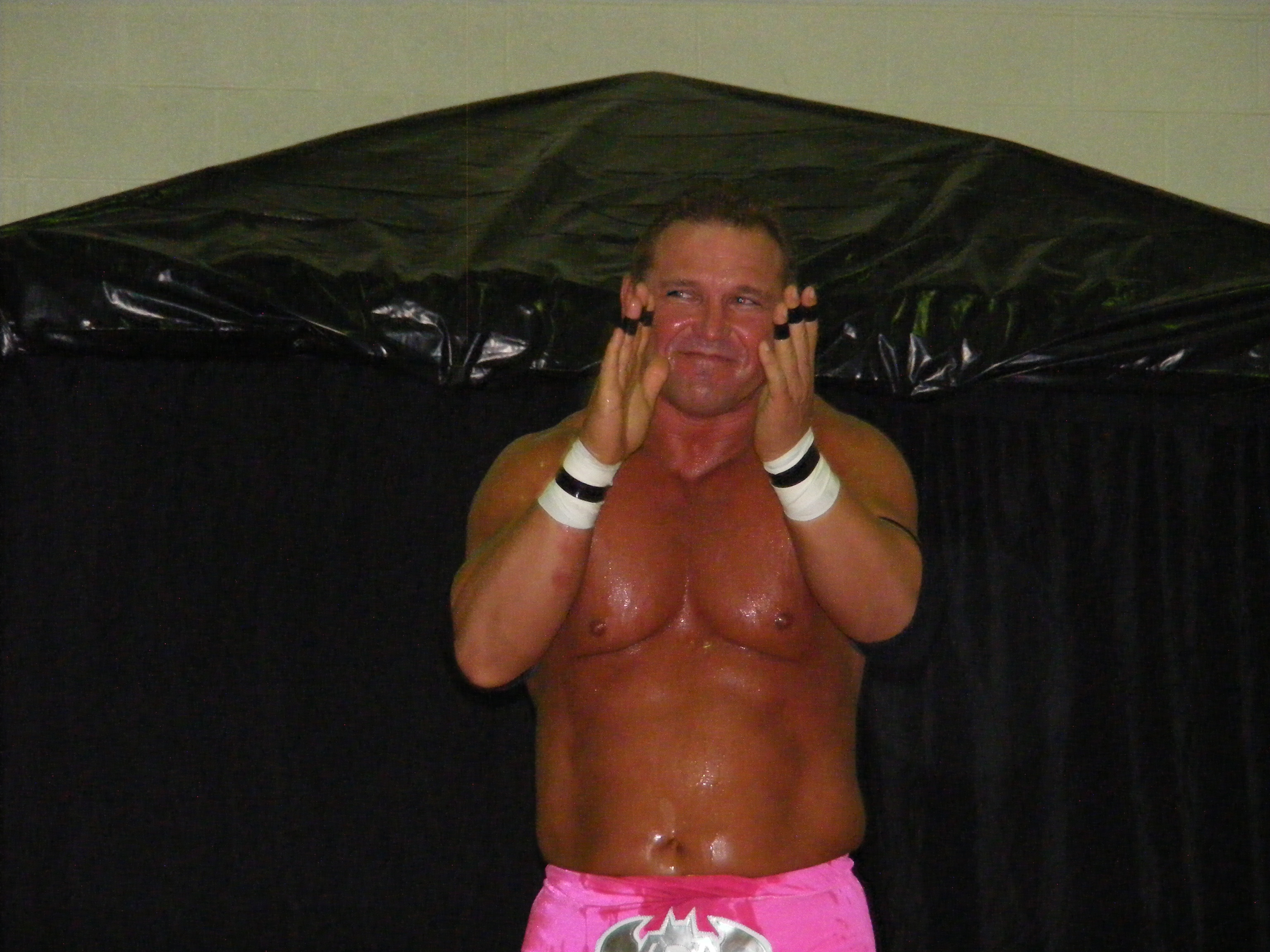
Storm en 2012

En el 21 de octubre de 2016 derrotó a Jax Dane en el evento de NWA Texoma en Sherman, Texas. Terminando con el reinado de Dane de 14 meses y así teniendo su primer reinado como NWA World Heavyweight Champion. Así mismo se convirtió uno de los campeones más viejos en la historia del título (con 51 años).

## En Lucha
- Movimientos finales
  - Perfect Storm (Swinging Side Slam)

- Movimientos de firma
  - Powerslam
  - Neckbreaker
  - Big Boot

## Campeonatos y logros
- Circuito Independiente
  - Independent World Championship (1 vez)

- National Wrestling Alliance
  - NWA World Heavyweight Championship (1 vez)
  - NWA North American Heavyweight Championship (2 veces)
  - NWA Full Throttle Action Heavyweight Championship (1 vez)
  - NWA Mid-South Heavyweight Championship (1 vez)
  - NWA Main Event Television Championship (1 vez)
  - NWA Oklahoma Texoma Heavyweight Championship (2 veces)

- Professional Championship Wrestling
  - PCW World Tag Team Championship (1 vez) – con Apocalypse
- Christian Wrestling Federation
  - CWF Champions Cup (2012)

- Pro Wrestling Illustrated
  - Situado en el N°449 en el PWI 500 de 2009
  - Situado en el N°202 en el PWI 500 de 2011
  - Situado en el N°340 en el PWI 500 de 2012

- Traditional Championship Wrestling
  - TCW Heavyweight Championship (4 veces)
  - TCW Tag Team Championship (2 veces) – con Apocalypse y Matt Riviera